# Mystagogie

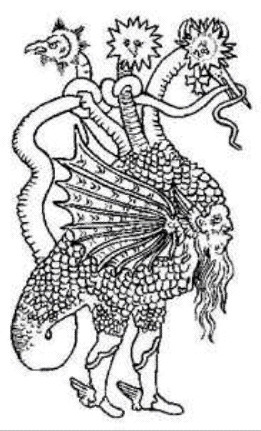
Symbole alchimique du mystagogue.

La mystagogie (étymologiquement, du grec : initiation au ou aux mystères) désigne le temps qui suit le catéchuménat correspondant à l'initiation aux mystères de la foi, notamment la participation à l'eucharistie. Le mystagogue, c'est-à-dire le catéchiste qui enseigne au néophyte, a donc la mission de conduire celui qu’il accompagne au cœur du mystère chrétien.

## La mystagogie, une pratique ancienne
La mystagogie permet à ceux qui ont vécu des sacrements (baptême, confirmation, eucharistie, etc.) d'en recueillir l'expérience et les fruits. Ainsi, dans une société où tout est à expliquer, la mystagogie invite, à la manière des premiers chrétiens, à laisser dans les pratiques liturgiques la parole aux rites et permettre aux nouveaux chrétiens d'exprimer leur propre expérience.
Cette tradition est ancienne ; on trouve un bon exemple de mystagogie dans Les Catéchèses de saint Cyrille de Jérusalem.

## La nécessité de la mystagogie dans la catéchèse d'aujourd'hui
Les pères synodaux, lors de la XIe assemblée générale ordinaire du Synode des évêques, à Rome, du 2 au 23 octobre 2005, rappelaient, parmi les cinquante propositions au Souverain Pontife, que le chemin chrétien est une expérience et redisaient l'exigence d'un itinéraire mystagogique.
En novembre 2005, les évêques de France, en Assemblée Plénière à Lourdes, ouvraient un dossier majeur : le Texte national pour l'orientation de la catéchèse en France. Mgr Ricard, dans son discours d'ouverture, rappelait les propositions du synode, et notamment la recommandation de développer une « pédagogie qui introduise au sens du mystère eucharistique » car il est important, selon lui, « d'aider à ouvrir les yeux de la foi […] ce qui implique une catéchèse mystagogique […] car l'expérience des sacrements échappe à l'organisation et au discours et peut acheminer à Dieu ».
Dans leur Texte national pour l'orientation de la Catéchèse en France (2006), les évêques de France invitent donc à une pédagogie de l'initiation où la mystagogie tient une place importante : la catéchèse doit développer une pédagogie qui aide à trouver dans l'expérience chrétienne de quoi se construire dans une identité chrétienne.